# Carie Graves
Carie Graves, född 27 juni 1953 i Madison, Wisconsin, död 19 december 2021, var en amerikansk roddare.
Hon tog OS-guld i åtta med styrman i samband med de olympiska roddtävlingarna 1984 i Los Angeles.